# 欧日 (克勒兹省)
欧日（法語：Auge，法語發音：[oʒ] ⓘ）是法国克勒兹省的一个市镇，位于该省东北部，属于盖雷区。

## 地理
欧日（46°14'31"N, 2°19'25"E）面积9.97 平方千米，位于法国新阿基坦大区克勒兹省，该省份为法国中部省份，位于法國中央高原西北部，北起安德尔省和谢尔省，西接维埃纳省，南至科雷兹省，东临多姆山省，东北与阿列省接壤。
与欧日接壤的市镇（或旧市镇、城区）包括：博尔圣乔治、莱波、吕萨、韦尔内日。
欧日的时区为UTC+01:00、UTC+02:00（夏令时）。

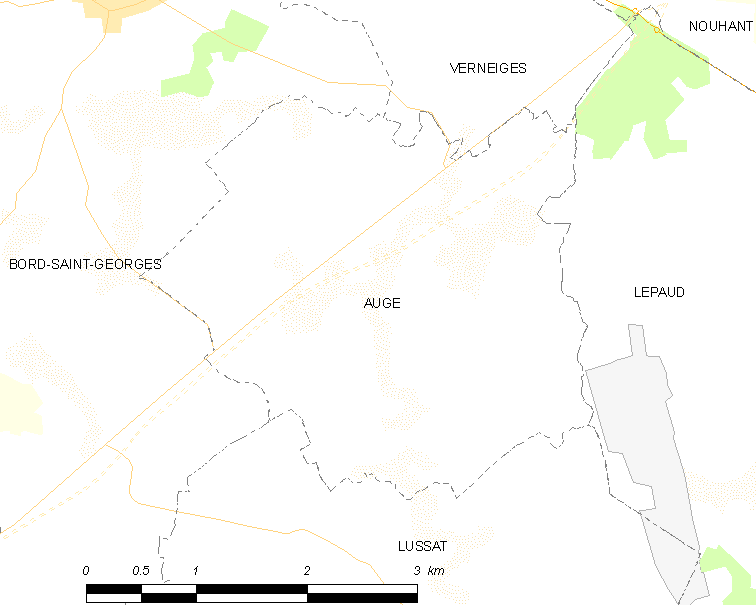
欧日的OSM定位图

## 行政
欧日的邮政编码为23170，INSEE市镇编码为23009。

## 政治
欧日所属的省级选区为埃沃莱班县。

## 人口

1962-2008年间欧日人口变化图示

欧日于2022年1月1日时的人口数量为92人。